# Альдебер
Гийом Альдебер (фр. Guillaume Aldebert), или Альдебер (род. 7 июля 1973 в Париже) — французский автор-исполнитель в жанре шансон.

## Биография
Гийом Альдебер родился в Париже 7 июля 1973. Очень быстро его родители переехали в Безансон, где он продолжил своё школьное обучение. Увлекшись песнями Брассенса в доме он обнаруживает тогда свою настоящую страсть: музыка. Гийом сделал свои первые шаги на музыкальном поприще в лицее среди студенческих музыкальных групп (Power Slave, Killing Potatoes). Выступает в течение 7 лет в качестве гитариста и композитора со своей группой «White». Группа тогда играла металл-рок. Они серьёзно занимаются написанием песен и издают свой первый альбом, Plateau Télé (8 треков) в 1999 году, тиражом 1000 экземпляров, а затем в 2000 году — переиздание альбома с добавлением 3 live-записей и 2 студийных треков.
Он даёт многочисленные концерты (около 180 в 2000—2003) сольно или в сопровождении со своими музыкантами: в 2008 это Кристоф Дарло Ле Туф (клавишные, аккордеон, аранжировка большинства песен; также он занимается релизами альбомов), Франсуа Гримм Ла Шикан (гитара), Стефан Метен Груан-Груан (бас, перкуссия), Седрик Демазиэр Бичон и Томас Никол (виолончелист, клавишник и гитарист).
Его тексты зачастую полны ностальгии по детству (Tête en l’air, Carpe Diem), не всегда идеальном (Rentrée des classes), зачастую ленивом (la Méthode Couette).
17 марта 2003, Гийом издаёт свой второй альбом, Sur place ou à emporter. В том же году он стал лауреатом конкурса Trophée Radio France de la chanson française.
В 2004 он продолжает свою серию концертов и издает свой третий альбом, l’Année du Singe, изданный 18 октября.
Певец часто прибегает в текстах песен к юмору, иронии и детской наивности. Его новый альбом Les Paradis disponibles вышел 16 октября 2006 и достиг через неделю после релиза 7-го места в рейтинге альбомов[какой?].
Осенью 2008 вышел альбом детских песен.